# Ur-
Ur- és un prefix alemany, de vegades usat en anglès (on conserva generalment el guió quan està combinat amb un altre substantiu), que significa «original» o «primitiu». En l'alemany, ur- és un prefix que significa «proto-», «primer», «el més vell» o «original» quan és utilitzat amb un substantiu. Conjuntament amb un adjectiu pot ser traduït com el quantitatiu «molt».
Un exemple ben conegut és Ur-Hamlet, usat pels estudiosos literaris per a denotar una obra perduda d'autor anònim del segle XVI, la història que va ser adaptada per William Shakespeare per a l'argument de la tragèdia Hamlet. Umberto Eco, en la seva conferència «Il fascismo eterno», utilitza l'expressió ur-fascismo com a sinònim de «feixisme primitiu», «protofeixisme», «feixisme genuí», «primer feixisme», «feixisme original» o «feixisme autèntic».